# فرشته قربانی
فرشته قربانی (زاده ۱۹ شهریور ۱۳۷۲) آرچر (تیرانداز با کمان) اهل ایران است.
تیر و کمان را در سال ۱۳۹۳ در خرمدره شروع کرد. در مسابقات تیر و کمان قهرمانی آسیا در سال ۲۰۱۷ به همراه تیم ملی کامپوند زنان ایران به مدال برنز رسید. در اوت ۲۰۱۸ و پیش از شروع بازی‌های آسیایی ۲۰۱۸ در رنک ۵۴ کامپوند انفرادی زنان جهان قرار داشت. از افتخارات وی می‌توان به کسب مدال برنز میکس کامپوند تیمی به همراه نیما محبوبی در بازی‌های آسیایی ۲۰۱۸ و مدال طلای جام پیروزی ترکیه در سال ۲۰۱۶ اشاره کرد.